# 小諸宿本陣主屋
小諸宿本陣主屋（こもろじゅくほんじんおもや）は長野県小諸市にある建築物。

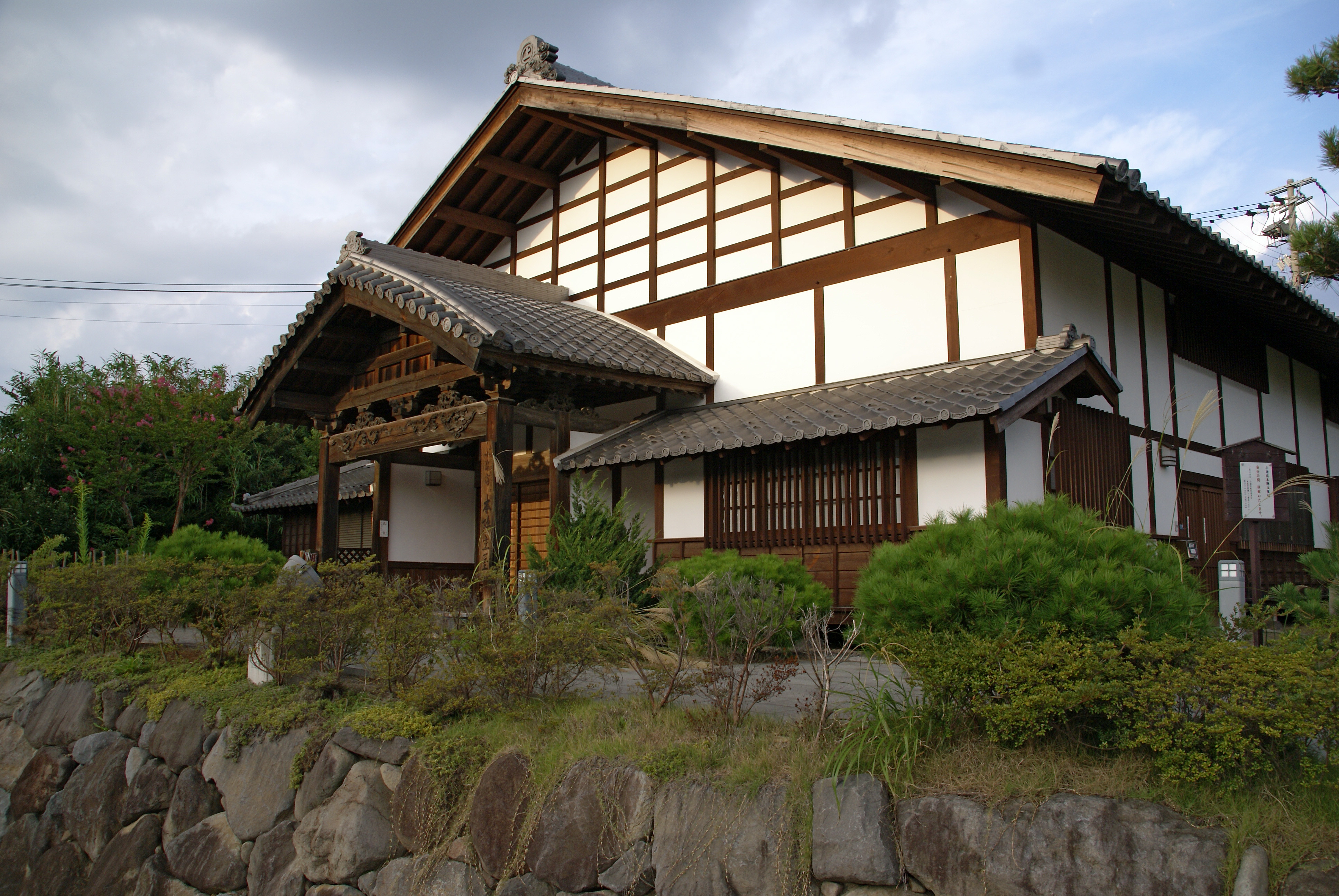
外観

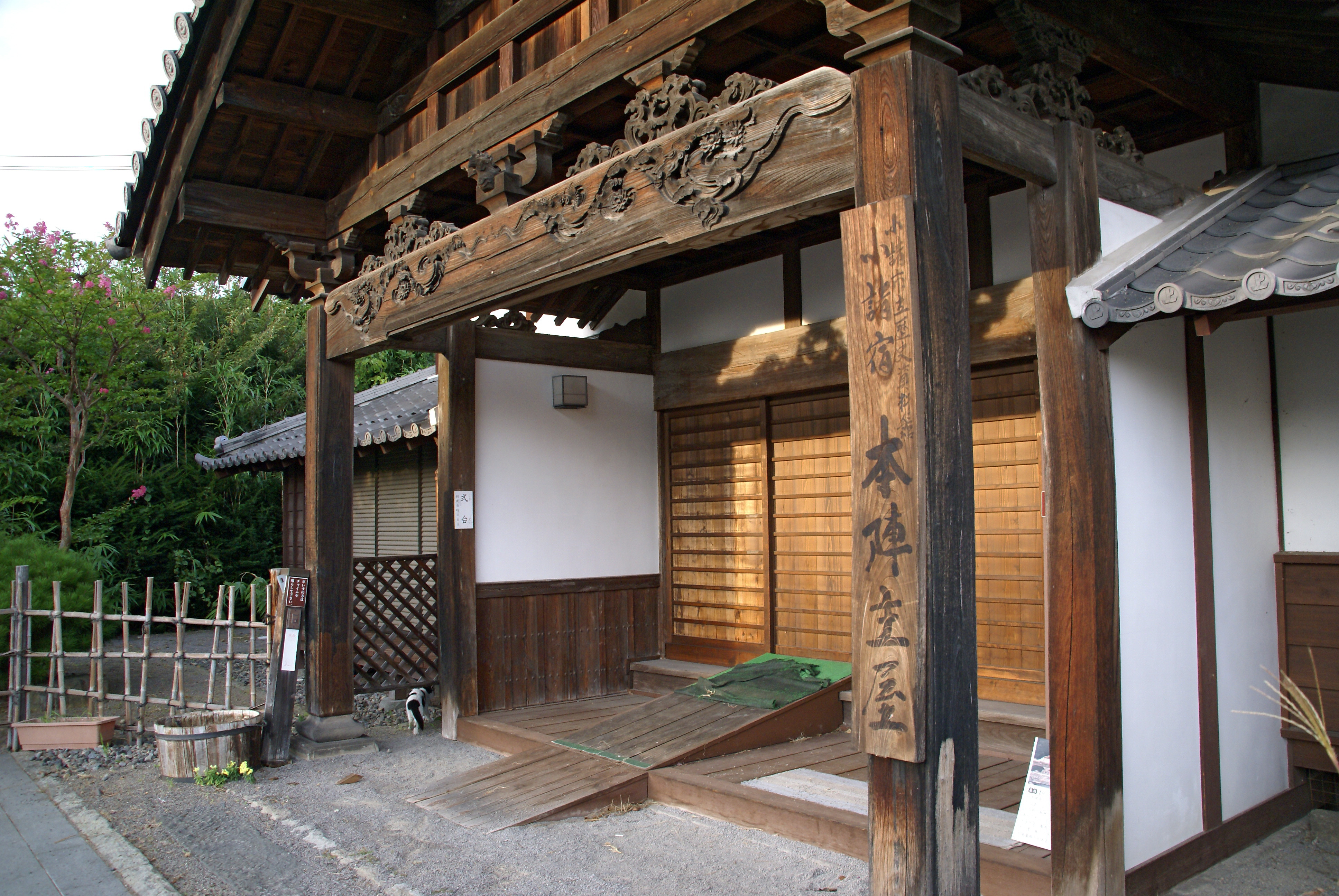
玄関

## 概要

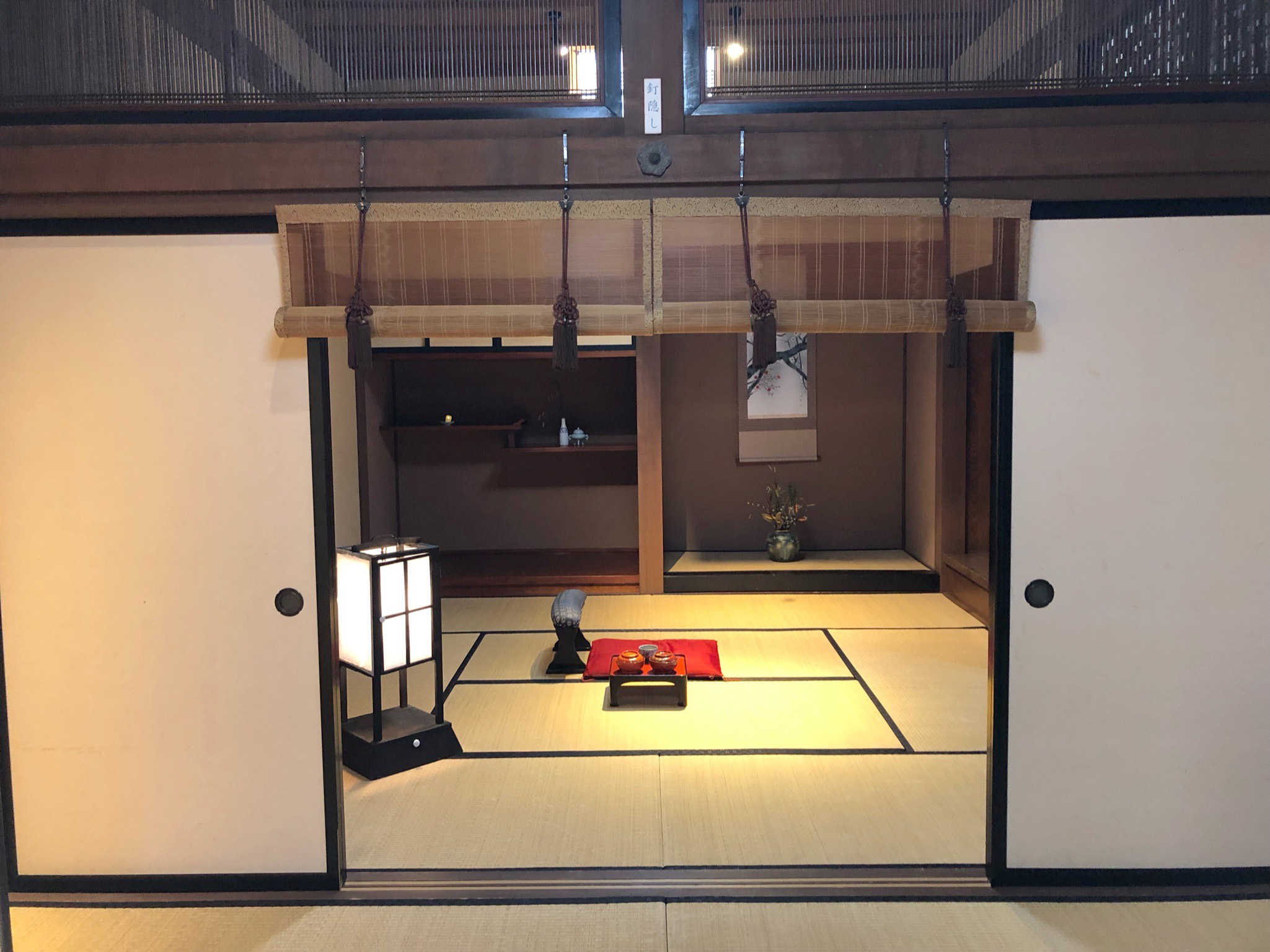
上段の間（大名の居室）

北国街道小諸宿の本陣「旧小諸本陣」の主屋にあたる建物。江戸時代中期から明治維新まで北国街道小諸宿にあって本陣（大名や公家などの休泊施設）だった建物。小諸宿は、加賀百万石の大名行列など北国街道沿いの多くの大名行列が利用した。
玄関には見事な彫刻が施され、駕籠から直接入れるように式台がしつらえられている。また、貴人が宿泊した上段の間がある。
かつては北国街道沿いに位置していたが、1878年（明治11年）に佐久市の桃源院に移築されて本堂や庫裡として使用されていた。その後、1995年（平成7年）に小諸市に寄贈されたことで現在地に移築再建され、1997年（平成9年）7月に歴史資料館として公開された。
2005年より休館していたが、2013年4月から2023年3月まで、指定管理（NPO法人こもろの杜）により歴史資料館として運営された。
2023年（令和5年）11月23日に、藤屋御本陳が同施設を活用した飲食施設「KOMORO HONJIN OMOYA」を開業した。

## 所在地
〒384-0031 長野県小諸市大手1-6-14 

## 交通アクセス
- JR小海線・しなの鉄道 小諸駅 徒歩3分

## 周辺
- 小諸宿 問屋場 - 国の重要文化財、本陣主屋から徒歩1分
- 脇本陣
- 懐古園
- 小諸市立郷土博物館